# 陳應麟
陳應麟（1535年—？），字子仁，又字仁卿，號瑞源，錦衣衛校籍浙江寧波府鄞縣人，明朝政治人物。

## 生平
嘉靖三十四年（1555年）乙卯科順天府鄉試第八十八名舉人。嘉靖三十八年（1559年）中式己未科會試第八十七名，二甲第十九名進士。历官陕西華州知州、工部员外郎、河南彰德府知府，隆慶五年（1571年）正月升江西按察司副使。

## 家族
曾祖陳童；祖父陳情；父陳鑑，母郝氏。慈侍下。兄應鳳。